# Anshu Malik
Anshu Malik (Nidani, 5 agosto 2000) è una lottatrice indiana, specializzata nella lotta libera.

## Biografia
Si è messa in mostra ai Giochi dell'Asia meridionale di Kathmandu e Pokhara 2019 nel torneo dei 59 kg, disputato alla Janakpur Covered Hall di Janakpur, dove ha vinto l'oro, superando la bengalese Nipa Airen nell'incontro decisivo per il gradino più alto del podio.
Ai campionati asiatici di Nuova Delhi 2020 ha guadagnato il bronzo nei -57 kg. Ha vinto la medaglia d'argento alla Coppa del mondo individuale di Belgrado, competizione che ha preso il posto dei mondiali, annullati a causa dell'insorgere emergenza sanitaria, conseguenza della pandemia di COVID-19, in cui è rimasta sconfitta contro la moldava Anastasia Nichita in finale.
Si è laureata  campionessa aiatica ad Almaty 2021, battendo in finale la mongola Altantsetsegiin Battsetseg. Ha rappresentato l'India ai Giochi olimpici estivi di Tokyo 2020, classificandosi nona nel torneo dei -57 kg, dopo aver rimediato una sconfitta agli ottavi contro la bielorussa Iryna Kuračkina, poi vincitrice dell'argento; ai ripescaggi ha perso ai punti contro la rappresentante di ROC Valerija Koblova.
Ha vinto la medaglia d'argento ai mondiali di Oslo 2021 nel torneo dei -57 kg, perdendo in finale contro la statunitense Helen Maroulis.

## Palmarès
- Mondiali

Oslo 2021: argento nei -57 kg;
- Campionati asiatici

Nuova Delhi 2020: bronzo nei -57 kg;
Almaty 2021: oro nei -57 kg;
Ulaanbaatar 2022: argento nei -57 kg.
- Giochi dell'Asia meridionale

Kathmandu e Pokhara 2019: oro nei -59 kg;

## Altre competizioni internazionali
2020
- Argento nei 57 kg nella Coppa del mondo individuale ( Belgrado)